# Thomas Freitag (Kabarettist)
Thomas Freitag (* 17. Juni 1950 in Alsfeld, Hessen) ist ein deutscher Kabarettist.

## Biografie
Der Sohn eines Ingenieurs besuchte das Gymnasium und die Wirtschaftsoberschule. Nach dem Abschluss einer Lehre zum Bankkaufmann und anschließender kurzer Tätigkeit in diesem Beruf nahm er ab 1974 Schauspielunterricht bei Carlo Fuß in Stuttgart. 1975 erhielt Freitag am Stuttgarter Renitenztheater sein erstes Engagement als Schauspieler und Kabarettist.
Von 1975 bis 1976 war er Mitglied des Ensembles am Stadttheater Gießen. Als Solokabarettist trat er erstmals 1976 auf. Zwischen 1977 und 1986 war er Ensemblemitglied am Düsseldorfer Kom(m)ödchen, wo er zusammen mit Lore Lorentz auftrat.
Seit 1976 ist er, wiederholt am Kom(m)ödchen, mit Soloprogrammen unterwegs und war besonders bekannt für seine Parodien von Willy Brandt, Herbert Wehner, Franz Josef Strauß, Helmut Kohl und Marcel Reich-Ranicki.
Freitag tritt und trat auch in zahlreichen Fernsehsendungen auf (z. B. Scheibenwischer) und spielte in Fernsehfilmen und -serien mit. Seine in der Sendung Scheibenwischer gesendete Parodie auf Herbert Wehner anlässlich dessen Ausscheidens aus dem Bundestag 1983 wurde zu einem bekannten Klassiker. 1984 startete in der ARD seine eigene satirische Fernsehreihe Freitag’s Abend – Medienkunde für Anfänger, in der er die Sendungen von Kollegen kommentierte und selbst in verschiedene Rollen schlüpfte. Die Sendung lief bis 1986.

## Soloprogramme
- 1976: Ansichten eines Trittbrettfahrers
- 1978: Pfui – Da steht er!
- 1980: Comeback mit Schiller
- 1982: …und sie bewegt sich doch
- 1984: Wer kommt mit durchs Nadelöhr?
- 1986: Was sind denn das für Leute?
- 1988: Bitte auslachen lassen
- 1989: Sondermüll – Ausgewähltes aus sieben Programmen
- 1990: Die Riesenpackung – Ein Comic Strip
- 1993: Hoppla! – Ein deutsches Schicksal
- 1996: Unplugged – Thomas Freitag
- 2000: Millionär in 98 Minuten
- 2003: Geld oder Gülle?
- 2007: Die Angst der Hasen
- 2010: Nur das Beste
- 2012: Der kaltwütige Herr Schüttlöffel
- 2014: Die Jubiläumsedition: Nur das Beste
- 2016: Europa – der Kreisverkehr und ein Todesfall
- 2020: Hinter uns die Zukunft

## Veröffentlichungen
- Die Welt ist schön. EMI Electrola, 1990.
- Die Riesenpackung. Hamburg: EMI Electrola, 1991.
- Unplugged. Düsseldorf: Con Anima, 1997. ISBN 3-931265-07-2.
- Millionär in 98 Minuten. Ein satirisches Kammerspiel von Dietmar Jacobs. Düsseldorf: Con Anima, 2001. ISBN 3-931265-29-3.
- Geld oder Gülle. Live in der Comedia Colonia am 20. Dezember 2003. Düsseldorf: Con Anima; Erding: Hörsturz Booksound, 2004. ISBN 3-931265-47-1.
- Die Angst der Hasen. Live im Kom(m)ödchen im Juli 2007. Düsseldorf: Con Anima, 2007. ISBN 978-3-931265-70-0.
- Hinter uns die Zukunft. Mehr als eine Autobiografie. Westend, Frankfurt am Main 2020, ISBN 978-3-86489-226-4.

## Auszeichnungen
- 1991: RSH-Gold in der Kategorie „Parodie des Jahres“
- 2016: Eddi (Kabarettpreis) für sein künstlerisches und politisches Lebenswerk
- 2022: Deutscher Kleinkunstpreis – Ehrenpreis des Landes Rheinland-Pfalz[3]